# Harmony Grass
Harmony Grass was een Britse popband uit de late jaren 1960.

## Bezetting
- Tony Ferguson (gitaar)
- Kenny Rowe[5] (bas)
- Tony Rivers[6] (leadzang)
- Tom Marshall[7] (gitaar, keyboards)
- Brian Hudson[8] (drums)
- Tony Harding[9]

## Geschiedenis
De band werd opgericht in Essex door vroegere leden van Tony Rivers & the Castaways, inclusief Rivers zelf. Ze tekenden een jaar na hun oprichting bij RCA Records en hun single Move in a Little Closer (#24, Britse singlehitlijst, januari 1969) werd een hit. Ze brachten het album This Is Us (1969) uit bij RCA Records en traden op in het Verenigd Koninkrijk, waaronder in de Marquee Club in Londen. De band werd ontbonden in 1970. De leden Tony Ferguson en Kenny Rowe vervoegden zich beide in 1973 bij de band Capability Brown. Tony Rivers was later te horen op albums van Brian Bennett van The Shadows, Steve Harley & Cockney Rebel en Roger Daltrey. Tom Marshall werkte daarna met Episode Six, Sparrow, Liquid Gold, Bucks Fizz en Elaine Paige.